# ABCホームソング
『ABCホームソング』（エービーシーホームソング、ABC Home song）は、1952年（昭和27年）9月1日から1972年（昭和47年）9月24日まで、ABCラジオで放送されていた音楽番組である。
本項では、2009年（平成21年）度のナイターオフシーズンに『ミュージック・バイキング』で放送されていた『甦るABCホームソング』（よみがえるエービーシーホームソング）についても記述する。

## 概要
朝日放送の専属作曲家であった大澤壽人が中心になって企画したオリジナル歌謡曲の制作・放送番組で、数多くの著名な作詞家・作曲家・歌手が参加した。後年に多くの音楽番組で採り入れられたヘヴィー・ローテーションに当たるラジオ局やCS音楽専門局が選曲する推薦曲を紹介するコーナーや番組のパイオニア的な存在にあたる番組とされる。「ホームソングコンクール」も開催され、作曲家のいずみたくや嵐野英彦らが三木鶏郎にスカウトされて世に出る契機となった。
当初はスポンサー無しでの放送で、タイトルは製作局名を冠した『ABC・ホームソング』だったが、1954年（昭和29年）からは呉羽紡績の一社提供番組になり、タイトルも『クレハ・ホームソング』に変更された。それから12年後の1966年（昭和41年）4月には呉羽紡績が東洋紡に吸収合併されたことに伴い、本番組も『東洋紡・ホームソング』とタイトルを改めることになったが、翌1967年（昭和42年）1月からは東洋紡に代わって近畿日本鉄道（近鉄）の一社提供となったため、すぐさま『近鉄・ホームソング』と改題することになった。このタイトルは、1972年9月の番組終了まで続いた。

## ホームソングを歌った歌手・グループ
- フランク永井（「こいさんのラブコール」「公園の手品師」）
- 北原謙二（「ふるさとの話をしよう」）
- 藤田まこと（「ちびっこの子守唄」）
- 加山雄三（「蒼い星くず」「俺は海の子」「霧雨の舗道」「白い砂の少女」「別れたあの人」）
- 真理ヨシコ（「幸せになるまで」）
- 天地総子
- ダークダックス
- デューク・エイセス
- ボニージャックス
- 和田京子
- 楠トシエ
- 宮城まり子
- 越路吹雪
- 雪村いづみ
- 神戸一郎
- 中村メイコ
- 立川澄人
- 淡谷のり子
- ザ・ピーナッツ
- ペギー葉山
- 由紀さおり - 改名前の「安田章子」名義での参加もあり。
- 仲宗根美樹
- ほか

## 放送局
『クレハ・ホームソング』時代のネット局。
- 朝日放送
- ニッポン放送 → TBSラジオ
- 北海道放送
- 東北放送
- 信越放送
- 北日本放送
- 北陸放送
- 中部日本放送
- ラジオ中国
- 九州朝日放送
- 琉球放送
- ほか

## 甦るABCホームソング
『甦るABCホームソング』（よみがえるエービーシーホームソング）は、2009年（平成21年）10月6日から2010年（平成22年）3月30日までABCラジオで放送されていた音楽番組である。放送時間は毎週火曜 21:15 - 22:00 （日本標準時）、『ミュージック・バイキング』火曜の番組として放送。
かつての『ABCホームソング』で放送された曲を年代ごとに紹介する番組だった。担当DJは赤崎加林。本番組の終了後も、ABCラジオは『日曜なつメロ大行進』の特集コーナーで『ABCホームソング』時代の曲を紹介している。

## CD
- ABCホームソング大全（2012年3月28日発売 / ウルトラヴァイヴ / CDSOL1463-64）[3]